# Diosdado Gabi
Diosdado Gabi (Davao City, 9 settembre 1979) è un pugile filippino.
Soprannominato Prince, è assistito e allenato da Freddie Roach.